# Piotr de Alcântara Brazylijski
Książę Piotr de Alcantara Orleański-Bragança, właściwie: Pedro de Alcantara Luís Filipe Maria Gastão Miguel Gabriel Rafael Gonzaga de Orleans e Bragança (ur. 15 października 1875, w Petrópolis, zm. 29 stycznia 1940, tamże) - książę Grão Para, najstarszy syn Izabeli Brazylijskiej, księżniczki cesarskiej, i jej męża - Gastona Orleańskiego, hrabiego d'Eu (syna Ludwika Karola Orleańskiego i księżniczki Wiktorii Sachsen-Coburg-Kohary).
Piotr był wnukiem cesarza Brazylii – Piotra II i króla Francuzów – Ludwika Filipa I.

## Życiorys
Wychował się w Pałacu Isabelle (obecnie Pałacu Guanabara), w Rio de Janeiro.  
Piotr jako książę Grão Para, był uznawany za następcę tronu swojej matki, która dla monarchistów była Izabelą I, cesarzowa Brazylii. W 1908 Piotr chciał poślubić hrabiankę Elżbietę Dobrzensky de Dobrzenicz (1875–1951), pochodzącą ze starej austro-węgierskiej rodziny - córkę Johanna Dobrzensky de Dobrzenicz i Elżbiety von Kottulin und Krzischkowitz. Według matki Piotra Elżbieta była jednak zbyt nisko urodzona. 30 października 1908 Piotr zrzekł się więc swoich praw do tronu, aby móc ją poślubić (później ich najstarszy syn ogłosił się głową cesarskiej rodziny równocześnie ze swoim bratem ciotecznym - Piotrem (III)). Następcą Izabeli został jej drugi syn - Dom Luiz, który jednak zmarł rok przed matką. 

## Rodzina

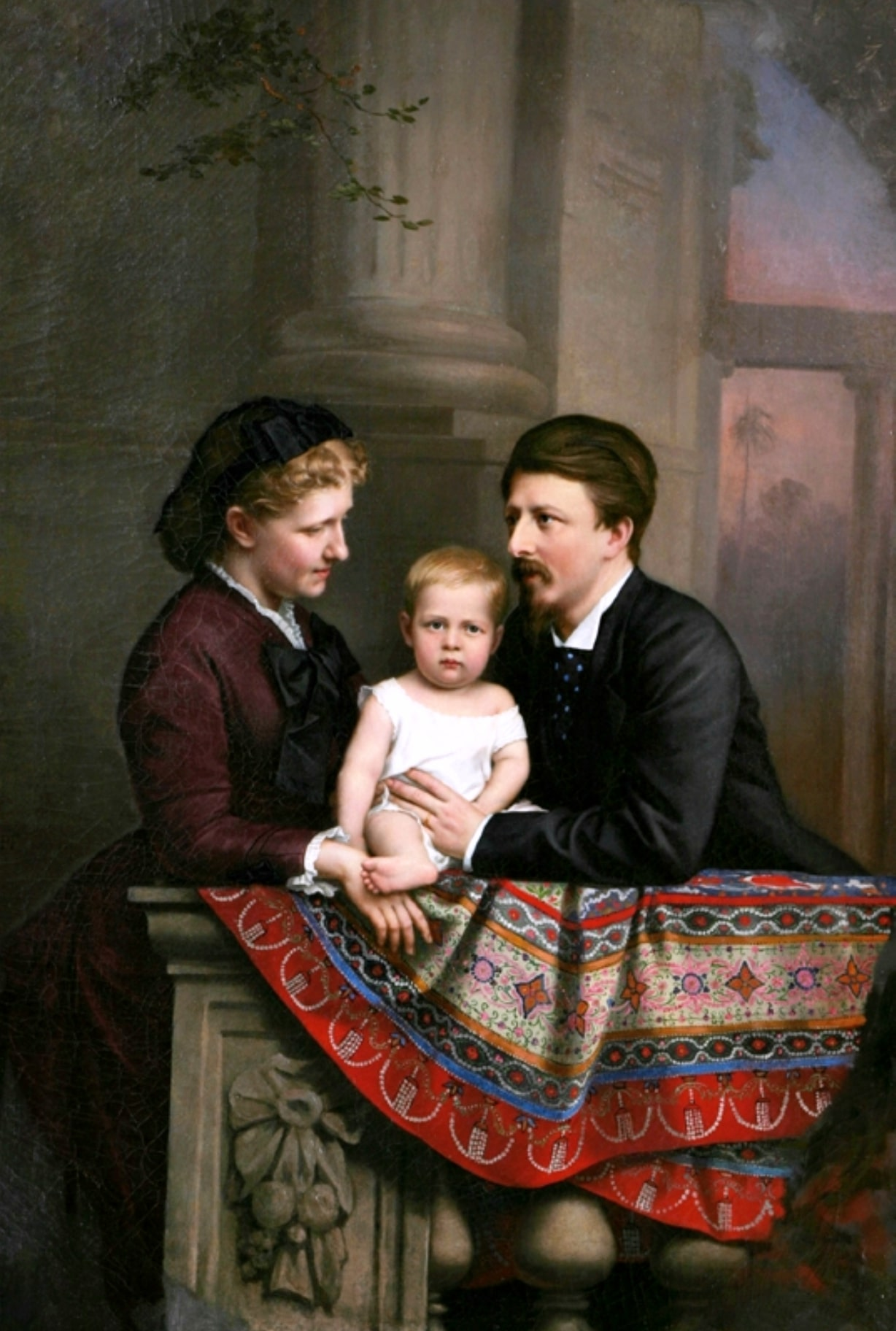
Piotr z rodzicami

14 listopada 1908, w Wersalu, we Francji, Piotr ożenił się z Elżbietą. Para miała pięcioro dzieci:
- księżniczkę Isabelę Marię Amelię de Orleans e Bragança (1911–2003), żonę Henryka Orleańskiego, hrabiego Paryża,
- księcia Pedro Gastão de Orleans e Bragança (1913–2007), tytularnego księcia Orléans e Bragança, pretendenta do tronu Brazylii z tzw. linii Petropolis,
- księżniczkę Marię Franciscę de Orleans e Bragança (1914–1968), żonę Duarte Nuno, księcia Bragança,
- księcia Joao Marię de Orleans e Bragança (1916–2005),
- księżniczkę Teresę Teodorę de Orleans e Bragança (ur. 1919).

Kilka lat przed swoją śmiercią Piotr stwierdził, że jego rezygnacja z praw do tronu była nieważna „z wielu powodów”.

## Odznaczenia i wyróżnienia
- Order Piotra I (order domowy)[1]
- Order Róży (order domowy)[1]